# Teoria systemów
Teoria systemów – interdyscyplinarna nauka o systemach. Pierwotnie była teorią biologiczną, następnie została rozwinięta i poszerzona przez matematyków, informatyków, socjologów, psychologów, filozofów, cybernetyków, ekonomistów i inżynierów. Ostatnio staje się też punktem odniesienia w kognitywistyce. Dąży do coraz to szerszych uogólnień jako „systemika” (ang. systemics) lub „ogólna teoria systemów”.
Obecnie teoria ta aspiruje do całościowego tłumaczenia funkcjonowania organizmów żywych, społeczeństw i urządzeń/systemów sztucznych, co z jednej strony czyni ją uniwersalną, z drugiej jest przedmiotem krytyki za jej zbytnią ogólność i abstrakcyjność.
Potrzeba jednolitego ujęcia systemowego zrodziła się w latach 30. XX wieku. Istotny wkład w powstanie i rozwój ujęcia systemowego mieli m.in. matematyk Norbert Wiener (twórca cybernetyki), Shannon oraz Warren Weaver oraz biolog Walter Cannon. Za twórcę teorii systemów uznaje się Ludwiga von Bertalanffy'ego. W 1954 roku Bertalanffy założył Society for General Systems Theory.
Pod koniec lat 30. XX wieku w socjologii rozwijana była teoria systemów przez Pitrima Sorokina, a następnie przez Talcotta Parsonsa. W latach 60. i 70. XX wieku nastąpiło odejście od koncepcji systemowych ze względu na silne wpływy filozofii antypozytywistycznej, w szczególności postmodernizmu i koncepcji humanistycznych. Obecnie teoria systemów w socjologii rozwijana była m.in. przez Niklasa Luhmanna.
W psychologii w latach 60. rozwinął się nurt psychologii systemowej, służący głównie terapii systemowej rodzin.
Pomimo swoich uniwersalistycznych celów, jak do tej pory, nie istnieje jedna jednolita i ogólnie uznana teoria systemów ale wiele, mniej lub bardziej podobnych podejść do jej generalizacji, poczynając od filozofii na inżynierii kończąc. Najbliższe do takiej teorii lub metateorii są: teoria samoorganizujących się systemów, Autopoiesis – system autopoietyczny (Francisco Varela, Humberto Maturana, Niklas Luhmann) i metateoria uporządkowania wiedzy bazująca na pojęciu inteligencji, TOGA (ang) (Adam Maria Gadomski).
Według opracowania Świętochowskiego, podejście systemowe wyraża się na kilku poziomach ogólności:
1. abstrakcyjna filozofia systemów, na którą składa się: 
  - idea całościowości, która zastępuje proste mechanistyczne i analityczne modele nauki pozytywistycznej,
  - idea przyczynowości cyrkularnej, która zastępuje proste modele jednokierunkowej, liniowej przyczynowości,
2. stosowana perspektywa systemowa, występująca w specyficznych postaciach na gruncie konkretnych nauk (np. ogólna zasada systemowa: sprzężenia zwrotne, zasada ta na gruncie psychologii – wzmocnienie),
3. technologia systemów – praktyczne zastosowania teorii systemowej, np. systemowa terapia rodzin w dziedzinie psychologii rodziny.